# Die Fratze
Die Fratze (Originaltitel: Fright, Verweistitel: Die Nacht des kalten Grauens) ist ein britischer Horrorfilm aus dem Jahr 1972 mit Susan George, Ian Bannen und Honor Blackman in den Hauptrollen.

## Handlung
Eigentlich hat sich Babysitterin Amanda auf einen ruhigen Abend eingestellt. Plötzlich taucht Amandas Freund auf. Nach einem Streit wirft sie ihn hinaus. Kurz danach erscheint er blutüberströmt wieder. Ein „Nachbar“ kommt ihr zu Hilfe, entpuppt sich dann aber als Vater des von ihr bewachten Kindes, der aus einer Nervenheilanstalt entkommen ist. Amanda gerät in Todesgefahr und überlebt den Abend nur knapp.

## Hintergrund
Der Horrorfilm nimmt Motive des ab Ende der 1970er Jahre aufkommenden Genres der Slasher-Filme vorweg.
Kinostart in der Bundesrepublik Deutschland war am 9. August 1973; in Österreich wurde der Film auch unter dem Alternativtitel Die Nacht des kalten Grauens vermarktet.

## Trivia
Der Film, den sich Amanda auf dem Schwarzweißfernseher anschaut, ist das in Farbe gedrehte Werk Nächte des Grauens.

## Kritiken
„Routiniert auf Spannungseffekte hin inszenierter, aber unerquicklich drastischer Horrorfilm.“

Das Filmmagazin Cinema schrieb, „was als plakativer Horror beginnt, wandelt sich in ein wenig überzeugendes Psychodrama“, ein „Schauerstück nach altem Strickmuster“.